# Monasa flavirostris
La monja piquigualda, monjita piquiamarilla o tangurú de pico amarillo (Monasa flavirostris) es una especie de ave piciforme en la familia Bucconidae que vive en el noroeste de Sudamérica.

## Descripción
Mide alrededor de 24 cm de longitud. Presenta plumaje negro pizarra, con flecos blancos en los hombros y blanco bajo las coberteras de las alas. Su pico es amarillo claro.

## Distribución y hábitat
Se encuentra en las selvas húmedas situadas al este de los Andes, distribuida por Colombia, Ecuador, Perú, el noroeste de Bolivia y el extremo occidental de Brasil.
Vive en el bosque húmedo, por debajo de los 1.400 m de altitud.